# Baggösundet
Baggösundet är en sjö i Umeå kommun i Västerbotten och ingår i Sävarån-Tavelåns kustområde. Sjön har en area på 0,11 kvadratkilometer och ligger 0,1 meter över havet.

## Delavrinningsområde
Baggösundet ingår i det delavrinningsområde (708540-172972) som SMHI kallar för Rinner mot Täftefjärden. Medelhöjden är 12 meter över havet och ytan är 11,41 kvadratkilometer. Det finns inga avrinningsområden uppströms utan avrinningsområdet är högsta punkten. Avrinningsområdets utflöde mynnar i havet, utan att ha någon enskild mynningsplats. Avrinningsområdet består mestadels av skog (88 procent). Avrinningsområdet har 0,35 kvadratkilometer vattenytor vilket ger det en sjöprocent på 3,1 procent.